# Tàu điện ngầm Stockholm
Tàu điện ngầm Stockholm (tiếng Thụy Điển: Stockholms tunnelbana, nghĩa đen: Đường sắt hầm của Stockholm) là một hệ thống đường sắt đô thị ở Stockholm, Thụy Điển. Tuyến đầu tiên được mở vào năm 1950 và ngày nay, hệ thống này có 100 trạm đang sử dụng, trong đó 47 trạm ngầm và 53 trên mặt đất. Có ba dòng chính màu trên bản đồ ống. Tuy nhiên, chúng tạo thành bảy tuyến thực tế (với các termini khác nhau). Các tuyến số 17, 18 và 19 (thuộc tuyến chính màu xanh lá cây), 13 và 14 (tuyến chính màu đỏ) và 10 và 11 (tuyến chính màu xanh) đều đi qua Trung tâm thành phố Stockholm trong một hệ thống tàu điện ngầm rất tập trung. Tất cả bảy tuyến thực tế sử dụng ga trung tâm T-Centralen. Ngoài ga trung tâm cho tàu điện ngầm này, chỉ còn một ngã ba khác, trạm Fridhemsplan, mặc dù cả hai đường màu xanh lá cây và đỏ đều có thể truy cập lẫn nhau tại các trạm Slussen và Gamla stan.
Năm 2017, hệ thống tàu điện ngầm này chuyên chở 353 triệu hành khách, tương ứng với 1,2 triệu trong một ngày thường. Hệ thống tàu điện ngầm 105,7 kilômét-long (65,7 mi)  thuộc sở hữu bởi Hội đồng hạt Stockholm thông qua công ty Storstockholms Lokaltrafik (SL). Hoạt động được ký hợp đồng với MTR Bắc Âu kể từ ngày 2 tháng 11 năm 2009.
Hệ thống tàu điện ngầm Stockholm đã được gọi là 'phòng trưng bày nghệ thuật dài nhất thế giới', với hơn 90 trong số 100 ga của mạng được trang trí với các tác phẩm điêu khắc, đá, khảm, tranh, sắp đặt, chạm khắc và phù điêu của hơn 150 nghệ sĩ khác nhau.